# سوسنوویتس (استان اشوی‌داشکسیه)
سوسنوویتس (به لهستانی: Sosnowiec) یک منطقهٔ مسکونی در لهستان است که در گمینا سنجشوو واقع شده‌است. سوسنوویتس ۲۷۴ نفر جمعیت دارد.